# Jean-Guillaume Carlier
Jean-Guillaume Carlier, né le 3 juin 1638 à Liège où il meurt le 1er avril 1675 , est un peintre liégeois. Il réalisa essentiellement des portraits et des peintures à caractère religieux. Avec Gérard Douffet, Walthère Damery, Bertholet Flémal, Englebert Fisen et Philippe Coclers, Carlier est un des grands peintres baroques du XVIIe siècle de la Principauté de Liège. Ils formèrent l'école liégeoise de peinture.

## Biographie
Né en 1638 à Liège, Jean-Guillaume Carlier est le fils de Pierre Carlier et Marie Lebrun. Il se forma auprès du peintre liégeois Bertholet Flémal. En 1669, il épouse Marie-Agnès de Tignée et, un an plus tard, voyage à Paris en compagnie de Flémal.
Carlier, durant sa courte vie, peint essentiellement des peintures religieuses destinées aux églises. Son œuvre la plus célèbre est le Martyre de saint Denis, réalisée vers 1666, pour la collégiale Saint-Denis. La toile disparaît en 1794, lorsque les autorités françaises tentent de la détacher pour la transporter à Paris. Les Musées royaux des beaux-arts de Belgique dispose d'un tableau qui est une réduction de cette œuvre ou le modèle présenté aux commanditaires. Le Grand Curtius expose une copie du tableau. La collégiale elle-même est possède une reproduction réalisée par Pierre-Michel de Lovinfosse en 1806.
Son fils Vincent-Léonard Carlier naît en 1674. Jean-Guillaume Carlier meurt le 1er avril de l'année suivante et est inhumé à Notre-Dame-aux-Fonts.

## Œuvres
- Autoportrait, c. 1660, La Boverie, Liège
- Saint Jean Baptiste endormi dans une grotte, c. 1660-1675, La Boverie, Liège.
- Le Martyre de saint Denis, c. 1666, Musées royaux des beaux-arts de Belgique, Bruxelles (modèle présenté aux commanditaires)
- Le Mariage mystique de saint Hermann-Joseph de Steinfeld, c. 1670-1675, La Boverie, Liège (classé au patrimoine mobilier de la Fédération Wallonie-Bruxelles).
- Portrait du colonel Jean Amant, gouverneur militaire de la citadelle de Liège, c. 1673, Grand Curtius, Liège
- Saint Joseph avec l'Enfant Jésus, Musée du Land, Mayence
- Simon Vollant, Palais des Beaux-Arts, Lille
- Portrait d'un architecte inconnu, Palais des Beaux-Arts, Lille
- Baptême du Christ dans le Jourdain, cathédrale Saint-Paul, Liège (une copie se trouve dans la collégiale Saint-Denis de Liège).
- Portrait d'un jeune (peut-être un autoportrait précoce), collection privée

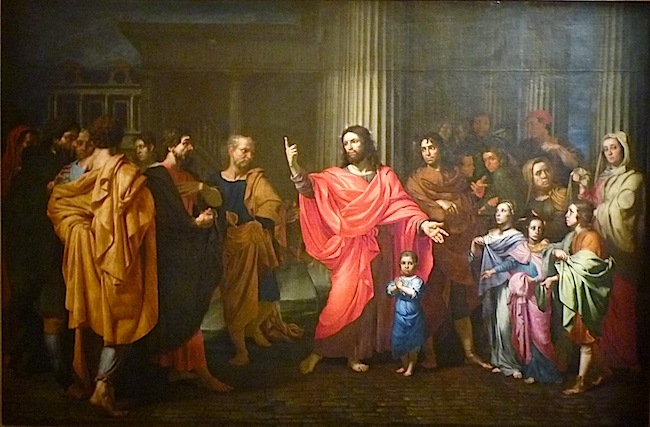
Le Christ et les enfants.
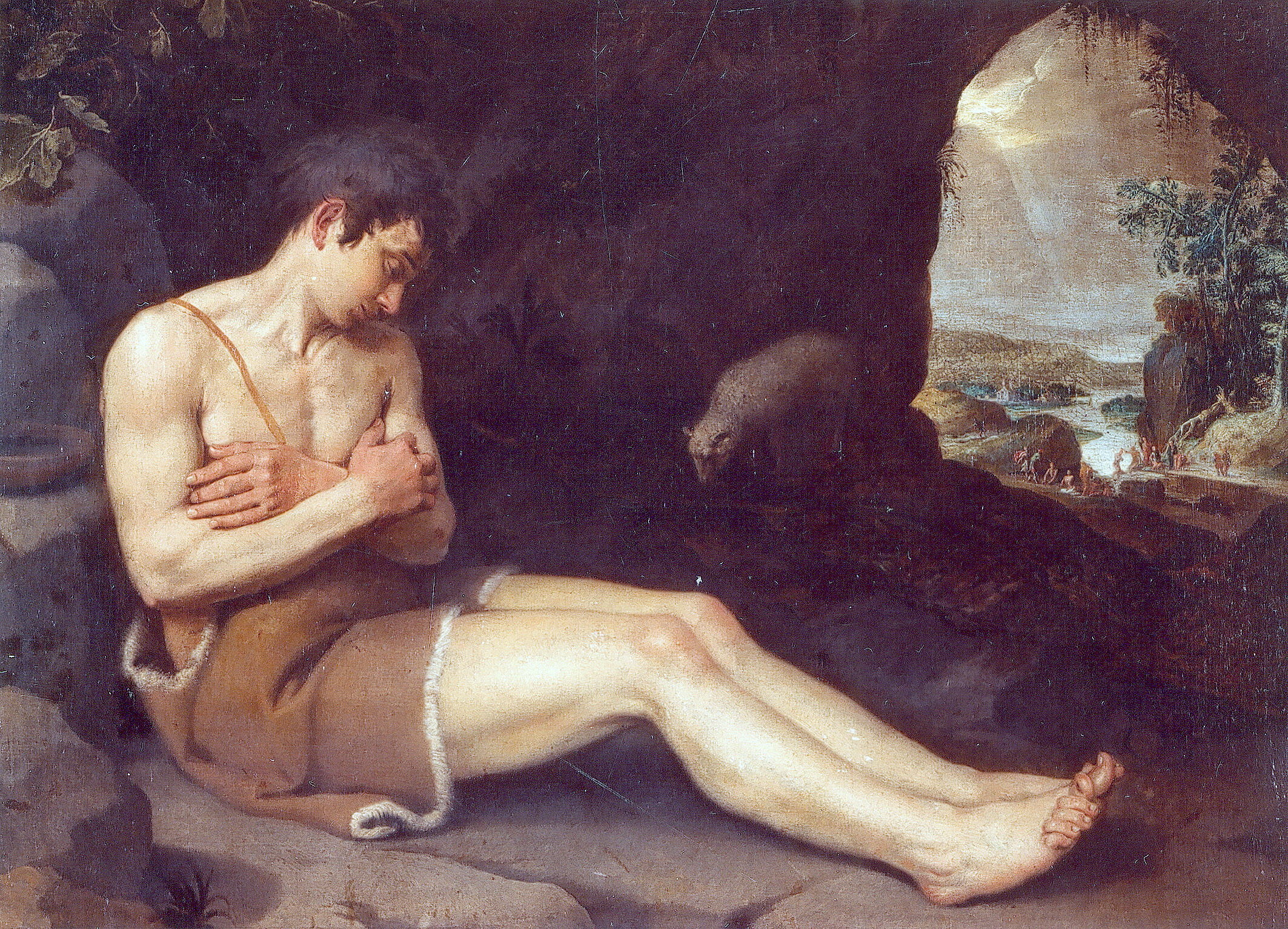
Saint Jean Baptiste endormi dans une grotte.
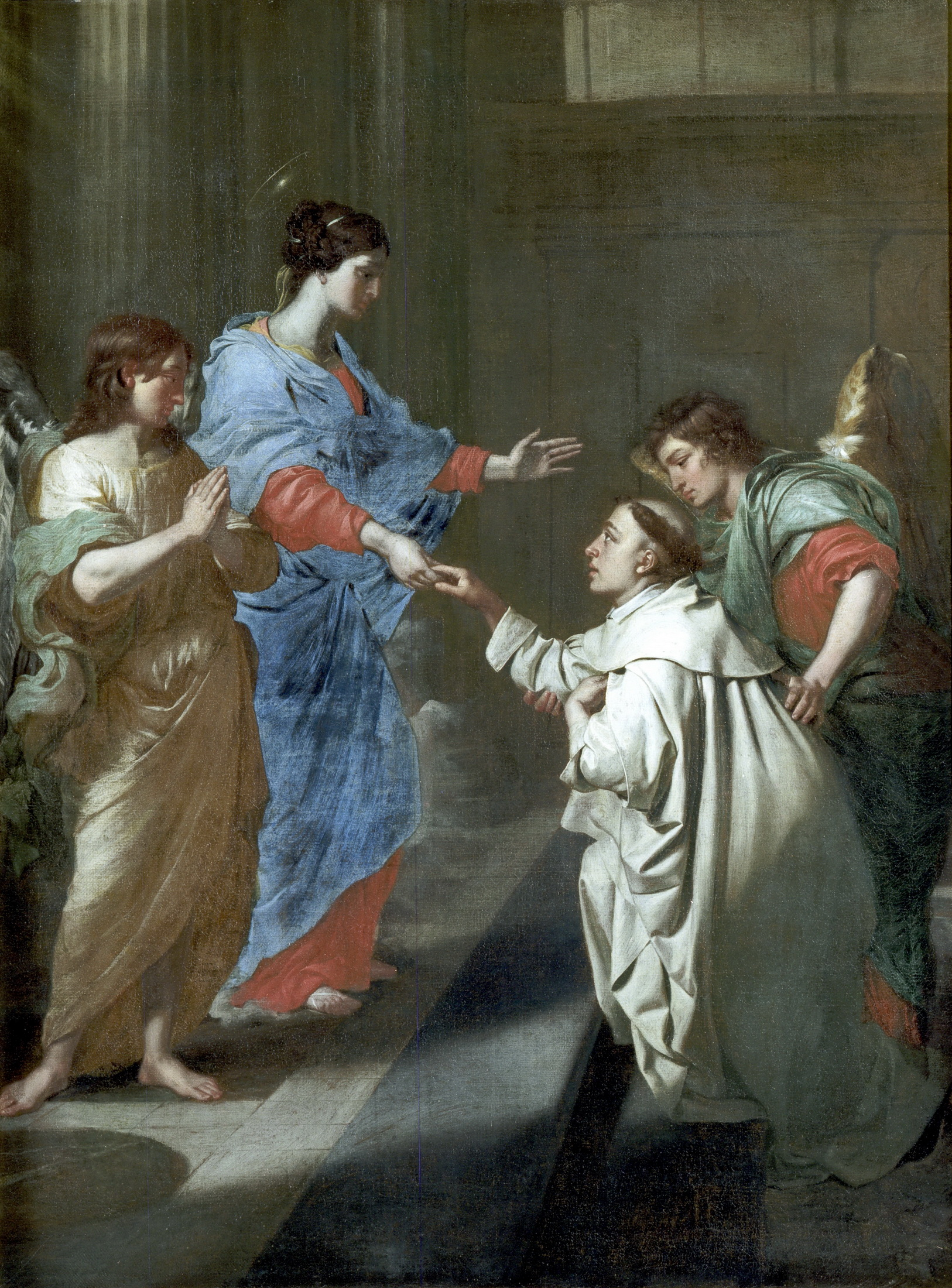
Le Mariage mystique de saint Hermann-Joseph de Steinfeld.
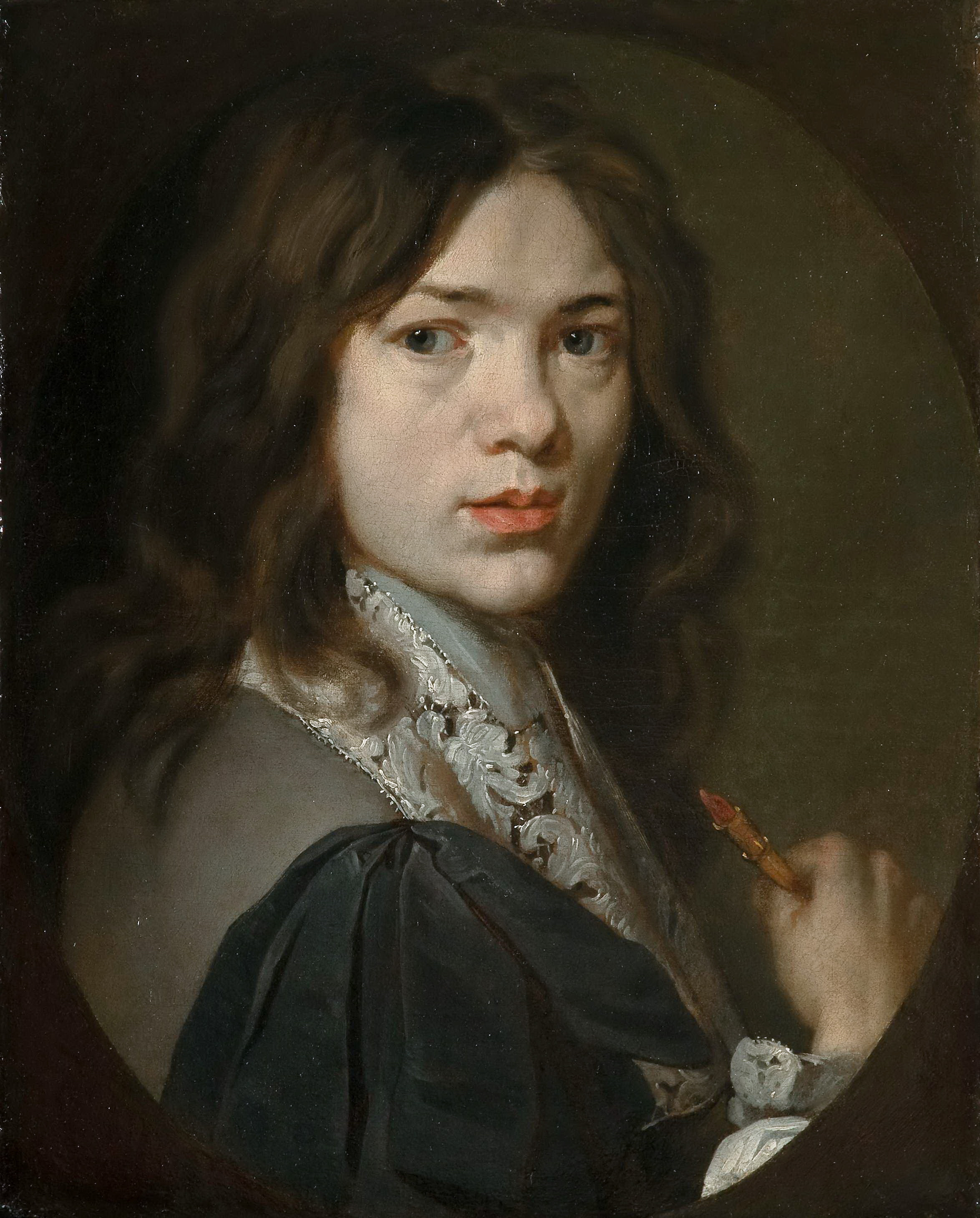
Portrait d'un jeune.

## Hommage
La rue Carlier à Liège lui rend hommage.